# Mozart (comedia musical)
Mozart es una comedia musical en tres actos con música de Reynaldo Hahn y libreto de Sacha Guitry, un pastiche de las tempranas obras del compositor para que encajaran con arias escritas para Yvonne Printemps (que interpretaba el rol titular como papel con calzones). La historia se refiere a las aventuras ficticias de Mozart de visita en la capital francesa. Se estrenó en el Théâtre Édouard VII de París el 2 de diciembre de 1925.
Después del éxito de L’amour masqué, Sacha Guitry quería colaborar de nuevo con Messager, pero el viejo compositor lo rechazó. Guitry escribió a Hahn, de vacaciones en Cannes, quien aprovechó la oportunidad con gran alegría, y la colaboración fue excelente.
Es una ópera poco representada en la actualidad; en las estadísticas de Operabase aparece con sólo 2 representaciones en el período 2005-2010, siendo la más representada de Hahn.

## Personajes
| Personaje             | Tesitura      | Reparto del estreno, 2 de diciembre de 1925 (Director: Raoul Labis) |
| --------------------- | ------------- | ------------------------------------------------------------------- |
| Grimm                 | papel hablado | Sacha Guitry                                                        |
| Marquis de Chambreuil | papel hablado | René Maupré                                                         |
| Vestris               | papel hablado | Gerlys                                                              |
| Mozart                | soprano       | Yvonne Printemps                                                    |
| Mme d'Epinay          | mezzosoprano  | Germaine Gallois                                                    |
| la Guimard            | papel hablado | Marthe Lenclud                                                      |
| Mlle de Saint-Pons    | papel hablado | Edith Merannes                                                      |
| Louise                | soprano       | Madeleine Lebergy                                                   |
| Grimaud               | tenor         | Léonce Dupré                                                        |